# Hela härligheten
Hela härligheten är en svensk dramakomedifilm från 1998 i regi av Leif Magnusson. I rollerna ses bland andra Tomas von Brömssen, Mikael Persbrandt och Anna Wallander.

## Handling
Filmen handlar om Torsten Olsson, en medelålders man som arbetar som lärare i ett litet svenskt samhälle. Torstens problem är att han aldrig varit tillsammans med någon kvinna. Föremålet för hans längtan är snabbköpskassörskan Vivianne, ensamstående mamma med sonen Morgan som går i Torstens klass. Under ett kvartsamtal i skolan svämmar Torstens känslor över och han bekänner våldsamt sina känslor för Vivianne.

## Rollista
- Tomas von Brömssen – Torsten William Olsson
- Mikael Persbrandt – Glenn
- Anna Wallander – Vivianne
- Maria Langhammer – Berit
- Matar Samba – Morgan
- Wallis Grahn – kärringen
- Iwar Wiklander – rektorn
- Martin Wallström – Jörgen
- Shkelqim Salihi – Tobbe

## Om filmen
Filmen spelades in i Trollhättan 1998. 
Ia Langhammer vann en Guldbagge för bästa kvinnliga biroll. Anna Wallander och Ian Wilson var också nominerade till samma pris för bästa kvinnliga huvudroll respektive bästa foto.